# Tim Shaw (natation)
Pour les articles homonymes, voir Tim Shaw.
Timothy ("Tim") Shaw, né le 8 novembre 1957 à Long Beach en Californie, est un ancien nageur américain spécialiste des épreuves de demi-fond en nage libre. Il fut triple champion du monde en 1975 puis vice-champion olympique en 1976 à Montréal.

## Biographie
Tim Shaw découvre la natation à 5 ans en apprenant à nager avec son frère aîné. Rebutant pendant un moment ce sport, il s'habitue progressivement et commence sérieusement à s'entraîner à 11 ans. Au collège, le nageur commence à bousculer la hiérarchie nationale dès sa deuxième année. En 1974, le nageur établit trois records du monde sur les 200, 400 et 1 500 m nage libre, devenant alors le second nageur de l'histoire à détenir trois records du monde individuels simultanément après John Konrads. Plus encore,  entre début 1974 et fin 1975, l'Américain bat neuf records du monde individuels.
En 1975, le nageur s'illustre lors des championnats du monde organisés à Cali en Colombie. Vainqueur des 200 et 400 m nage libre devant son compatriote Bruce Furniss, il gagne également le 1 500 m nage libre en devançant Brian Goodell, à chaque fois en établissant de nouveaux records des championnats. Il participe par ailleurs aux séries du relais 4 × 200 m nage libre, une épreuve remportée lors de la finale par les Américains mais sans Shaw. À la fin de l'année, Shaw se voit attribuer la Médaille James E. Sullivan récompensant le sportif amateur le plus en vue aux États-Unis (il est alors préféré au décathlonien Bruce Jenner). Entré à l'Université d'État de Californie à Long Beach, il dispute ses premiers championnats NCAA en 1976 lors desquels il remporte deux médailles d'or. Il remportera un nouveau titre l'année suivante. Entre-temps, Tim Shaw participe pour la première fois aux Jeux olympiques organisés en juillet 1976. Le nageur y remporte une médaille d'argent sur l'épreuve du 400 m nage libre, seulement devancé par son compatriote Brian Goodell. Qualifiant le relais 4 × 200 m nage américain libre pour la finale, il ne participe pas au succès de ce dernier en finale. Pourtant, une visite médicale effectuée trois semaines avant le début des jeux avait révélé que le sportif était atteint de trois types d'anémie.
Après avoir arrêté la natation en 1977, Tim Shaw se lance avec succès dans le water polo , puisqu'après avoir intégré l'équipe nationale, il remporte la médaille d'argent du tournoi olympique de 1984 à Los Angeles. En 1989, il est désigné pour intégrer l'International Swimming Hall of Fame, le musée sportif distinguant les personnalités des sports aquatiques.

## Palmarès

### Jeux olympiques1976
- Jeux olympiques de 1976 à Montréal (Canada) :
  -  Médaille d'argent sur le 400 m nage libre (3 min 52 s 54).

### Jeux olympiques1984
- Jeux olympiques de 1984 à Los Angeles (États-Unis) :
  -  Médaille d'argent au sein de l'équipe américaine de water polo.

### Championnats du monde
- Championnats du monde 1975 à Cali (Colombie) :
  -  Médaille d'or sur le 200 m nage libre (1 min 51 s 04).
  -  Médaille d'or sur le 400 m nage libre (3 min 54 s 88).
  -  Médaille d'or sur le 1 500 m nage libre (15 min 28 s 92).

## Records
| Épreuve                            | Temps          | Compétition                 | Lieu                      | Date       |
| 200 m nage libre en grand bassin   | 1 min 51 s 66  | Championnats des États-Unis | Concord, États-Unis       | 23/08/1974 |
| 400 m nage libre en grand bassin   | 3 min 56 s 69  | Championnats des États-Unis | Concord, États-Unis       | 22/08/1974 |
| 400 m nage libre en grand bassin   | 3 min 54 s 69  | Championnats des États-Unis | Concord, États-Unis       | 22/08/1974 |
| 400 m nage libre en grand bassin   | 3 min 53 s 95  | ?                           | Long Beach, États-Unis    | 19/06/1975 |
| 400 m nage libre en grand bassin   | 3 min 53 s 31  | Championnats des États-Unis | Kansas City, États-Unis   | 20/08/1974 |
| 800 m nage libre en grand bassin   | 8 min 13 s 68  | ?                           | Concord, États-Unis       | 21/06/1975 |
| 800 m nage libre en grand bassin   | 8 min 9 s 60   | ?                           | Mission Viejo, États-Unis | 13/07/1975 |
| 1 500 m nage libre en grand bassin | 15 min 31 s 75 | Championnats des États-Unis | Concord, États-Unis       | 25/08/1974 |
| 1 500 m nage libre en grand bassin | 15 min 20 s 91 | Championnats des États-Unis | Long Beach, États-Unis    | 21/06/1975 |

Outre ces neuf records du monde individuels, Tim Shaw a battu plusieurs records du monde en relais :
- 2 sur l'épreuve du relais 4 × 200 m nage libre.